# Шаллук, Юсеф
Юсеф Шаллук (нидерл. Youssef Challouk; род. 28 августа 1995, Бом, Фламандский регион) — бельгийский футболист, полузащитник клуба «Кортрейк».

## Карьера

### «Рупель Бом»
Воспитанник футбольной академии бельгийского клуба «Рупель Бом». В 2007 году футболист перебрался в «Беверен», откуда затем в 2009 году перешёл в «Антверпен». В 2010 году футболист вернулся в «Рупель Бом». Летом 2013 года футболист был переведён в основную команду клуба. Дебютировал за клуб 21 августа 2013 года в матче против клуба «Темсе», выйдя на замену на 90 минуте. Дебютный гол за клуб забил 4 мая 2014 года в матче против клуба «Ольса Бракель». В сезоне 2015 года футболист стал одним из ключевых игроков бельгийского клуба.

### «Хейст»
В феврале 2016 года футболист подписал с бельгийским клубом предварительный двухлетний контракт с бельгийским клубом «Хейст». В июле 2016 года футболист полноценно стал игроком клуба. Дебютировал за клуб 3 сентября 2016 года в матче против клуба «Остервейк», выйдя на поле в стартовом составе. В своём следующем матче 11 сентября 2016 года против клуба «Коксейде» отличился дебютным забитыми голами, оформив дубль. Футболист быстро закрепился в основной команде клуба. Очередным дублем отличился 27 мая 2017 года в финальном этапе чемпионата против клуба «Беерсхот». Закончил сезон футболист с 17 забитыми голами в своём активе.

### «Дейнзе»
В июле 2017 года футболист присоединился к бельгийскому клубу «Дейнзе». Дебютировал за клуб 2 сентября 2017 года в матче против клуба «Дессель Спорт», выйдя на замену на 87 минуте. Дебютными забитыми голами за клуб отличился 4 ноября 2017 года в матче против своего бывшего клуба «Хейст», оформив дубль. Очередным дублем за клуб отличился 20 января 2018 года в матче против клуба «Серен». Затем футболист ещё дважды отличался забитыми дублями. На протяжении всего сезона футболист был одним из ключевых игроков клуба, отличившись 15 забитыми голами и закончив чемпионат на итоговом четвёртом месте.
Затем футболист продолжал выступать в клубе на ведущих ролях, в 2020 году став чемпионом Первого дивизиона. Дебютный матч в бельгийской Челленджер Про Лиге сыграл 21 августа 2020 года против «Юниона», выйдя на поле в стартовом составе. Первым результативным действием за клуб в сезоне отличился 28 августа 2020 года против клуба «Серен», отдав голевую передачу. Первый гол в сезоне футболист забил 27 сентября 2020 года в матче против клуба «Ломмел». В матче 12 марта 2021 года против клуба «Льерс» отличился забитым дублем. В следующем матче 18 марта 2021 года футболист отличился очередным забитым дублем против клуба РВДМ47. Закончил сезон на итоговом пятом месте с 8 забитыми голами и 10 результативными передачами.
Новый сезон за клуб начал с матча 13 августа 2021 года против «Льерса», выйдя на поле в стартовом составе. Первым результативным действием за клуб отличился 29 августа 2021 года в матче против клуба «Ломмел», отдав голевую передачу. Первыми в сезоне забитыми голами за клуб отличился 19 сентября 2021 года против клуба «Вестерло», оформив дубль. На протяжении всего сезона оставался ключевым игроком клуба, вместе с которым занял четвёртое итоговое место в чемпионате, отличившись 5 забитыми голами и 10 результативными передачами.

### «Кортрейк»
В феврале 2022 года футболист подписал с бельгийском клубом «Кортрейк» предварительный четырёхлетний контракт. В июле 2022 года футболист полноценно присоединился к клубу. Дебютировал за клуб 13 августа 2022 года в матче бельгийской Про Лиги против клуба «Юнион», выйдя на замену на 84 минуте. Провёл за клуб всего лишь 2 матча, результативными действиями не отличившись.

#### Аренда в РВДМ47
В сентябре 2022 года футболист на правах арендного соглашения присоединился к клубу РВДМ47 до конца сезона. Дебютировал за клуб 11 сентября 2022 года в матче против клуба «Дейнзе», выйдя на поле в стартовом составе. В следующем матче 17 сентября 2022 года против клуба «Йонг Гент» отличился дебютным забитым голом. Вместе с клубом вышел в финальный этап чемпионата, где по итогу стал чемпионом и потом клубу выйти в бельгийскую Про Лигу. Всего же за сезон футболист отличился 6 забитыми голами и 10 результативными передачами. По окончании срока арендного соглашения покинул клуб.

#### Возвращение в «Кортрейк»
Летом 2023 года футболист готовился к новому сезону с основной командой «Кортрейка». Первый матч в новом сезоне сыграл 30 июля 2023 года против «Гента», выйдя на поле на 89 минуте. В матче 11 августа 2023 года против клуба «Антверпен» футболист получил травму и выбыл из распоряжения клуба.

## Достижения
«Дейнзе»
- Победитель Первого дивизиона: 2019/20

РВДМ47
- Победитель Челленджер Про Лиги: 2022/23